# Regan Grace

a Compétitions nationales et continentales officielles uniquement.

b Matchs officiels uniquement.
Dernière mise à jour le 9 juillet 2024.
Regan Grace, né le 12 décembre 1996 à Port Talbot (pays de Galles), est un joueur gallois de rugby à XV, anciennement international gallois de rugby à XIII. Il joue au poste d'ailier à Bath Rugby.
Il commence par pratiquer le rugby à XV dans sa jeunesse dans les sections jeunes des Ospreys. Il rejoint par la suite le rugby à XIII et fait ses débuts professionnels avec St Helens. Parallèlement, il connaît des sélections avec le pays de Galles avec lequel il prend part à la Coupe du monde 2017. En 2022, il choisit de retourner vers le rugby à XV et s'engage alors au Racing 92, où il ne peut pas jouer à cause d'une grave blessure. Il rebondit ensuite à Bath Rugby, en Angleterre et fait ses débuts à XV en 2024.

## Biographie

### Jeunesse et formation
Regan Grace est né à Port Talbot au pays de Galles mais est d'origine jamaïcaine.
Il commence par pratiquer le rugby à XV et joue pour le Aberavon Quins RFC. Il a aussi joué pour les équipes de jeunes des Ospreys.

### Première partie de carrière en rugby à XIII
Regan Grace rejoint St Helens en 2014, à 17 ans. Bien qu'il fasse ses débuts avec cette équipe en 2017, il est sélectionné pour la première fois avec le pays de Galles en 2015 et entre en jeu dans une victoire 14-6 contre la France.
En 2021, la Jamaïque, son pays d'origine, se qualifie pour la Coupe du monde et espère l'intégrer à la sélection pour la compétition. Regan Grace ne répond cependant pas favorablement à ces sollicitations.

### Passage en rugby à XV
En 2022, Regan Grace décide de passer au rugby à XV et s'engage avec le Racing 92 en Top 14. Cependant, il ne participe à aucun match en 2022-2023 à cause d'une blessure au tendon d'Achille,.
En novembre 2023, il est libéré par le club français et rejoint alors le club anglais de Bath Rugby où il poursuit sa réhabilitation. Au mois de février 2024, il s'engage définitivement avec ce club et signe un contrat allant jusqu'à la fin de la saison 2023-2024. Un mois plus tard, il fait son retour à la compétition et joue pour la première fois avec Bath lors d'un match amical contre Gloucester. À la fin de la saison, il prolonge son contrat pour la saison 2024-2025.
Durant l'été 2024, alors qu'il n'a toujours pas joué à XV, il est appelé en équipe du Pays de Galles pour la tournée d'été en Australie afin de remplacer Keelan Giles.
C'est en début de saison 2024-2025 que Regan Grace joue son premier match officiel avec Bath et donc son premier en rugby à XV. Il est titularisé dans un match de Coupe d'Angleterre contre les Bedford Blues, remporté 21 à 7.

## Vie privée
En 2020, il prend fait et cause pour la sidérurgie de sa ville natale, en interpelant les internautes sur le sort incertain des aciéries de Port Talbot, dont celle de Tata Steel qui emploie  4 000 salariés,.
Sa sœur, Lateysha Grace, est une participante de Big Brother.

## Statistiques
| Saison | Club      | Compétition   | Matchs | Points | Essais | Goals | Drops |
| ------ | --------- | ------------- | ------ | ------ | ------ | ----- | ----- |
| 2017   | St Helens | Super League  | 23     | 44     | 11     | -     | -     |
| 2017   | St Helens | Challenge Cup | 1      | -      | -      | -     | -     |
| 2018   | St Helens | Super League  | 30     | 64     | 16     | -     | -     |
| 2018   | St Helens | Challenge Cup | 3      | 8      | 2      | -     | -     |
| 2019   | St Helens | Super League  | 33     | 84     | 21     | -     | -     |
| 2020   | St Helens | Super League  | 19     | 48     | 12     | -     | -     |
| 2021   | St Helens | Super League  | 23     | 84     | 21     | -     | -     |
| 2022   | St Helens | Super League  | -      | -      | -      | -     | -     |

## Palmarès
- Collectif :
  - Vainqueur de la Super League : 2019, 2020, 2021 et 2022 (St Helens).
  - Vainqueur de la Challenge Cup : 2021 (St Helens).
  - Finaliste de la Challenge Cup : 2019 (St Helens).